# عبد الرزاق كرباكة
عبد الرزاق كرباكة (1901 - 1945)، شاعر وكاتب مسرحي وممثل تونسي، ولد في تونس العاصمة وتوفي فيها. انضم إلى جماعة تحت السور الشهيرة التي أخذت على نفسها أن ترتقي بالشعر الغنائي. لقب بشاعر الغناء والمسرح، وكرمته مجلة «الثريا» بإصدار عدد خاص عنه.

## حياته
تلقى تعليمه الأولي بالمدرسة القرآنية الأهلية بداية من عام 1907، ثم التحق بالمدرسة العرفانية (1911)، وبالتعليم الثانوي بجامع الزيتونة (1917) وقبل أن ينال شهادة التطويع انقطع عن الدراسة (1921). عمل ممثلاً وملقنًا ومؤلفًا في عدد من الفرق المسرحية، ثم عمل بالصحافة في جريدة «المضحك» محررًا فرئيسًا لتحريرها (1920)، ثم وموظفًا بالحجرة التجارية التونسية (191)، ثم حرر في جريدة «لسان الشعب» وترأس تحرير جريدة «الزمان» (1932). كتب للإذاعة التونسية مجموعة من التمثيليات والأغاني. وأسهم في تأسيس فرقة الهلال التمثيلية (1920)، وجمعية الآداب التمثيلية (1922)، وأدار فرقة الجوق الكاملي (1924). كما أسهم في تأسيس جامعة النقابات التونسية للتجار والصناعات، ودعا لتشكيل نقابات لكل صناعة وحرفة.

## أعماله الأدبية
تنم قصائده على تنوع أسلوبي يتحرك بين قطبي القصيدة الجاهلية والقصيدة الأندلسية، كما تتسم بالدقة في الصنعة وتصوير الطبيعة والاحتفال بالموسيقى؛ مما جعل لقصائده حظًا في الانتشار عبر الغناء. قصيدته عن أبي العلاء المعري، وقصيدته في رثاء معروف الرصافي محاولة موفقة للخروج على نمط قصائد الذكرى وقصيدة الرثاء، لأنه لوَّن الامتداد في القصيدتين بنزعة قومية إصلاحية تهدف إلى التأثير في الحاضر.
- له عدة قصائد في كتاب: «مختارات من الأدب التونسي في القرن الرابع عشر»، وأخرى نشرت في صحف عصره منها: «بعد موتي»: جريدة الزمان - تونس

- «قيثارتي»: مجلة الثريا - تونس - أبريل 1940، «كان زمان»: مجلة الثريا - تونس - أبريل 1940.

### أخرى
ألف عددًا من المسرحيات منها: أميرة المهدية، عائشة القادرة، ولادة وابن زيدون. كما كتب كلمات العديد من الأغاني التي تغنى بها المغنون في تونس.

## مواضيع ذات صلة
- جماعة تحت السور
- شافية رشدي
- المدرسة الرشيدية
- الصادق ثريا